# Klaas Smith
Klaas Smith (Beerta, 28 juni 1914 - Groß-Rosen, 15 mei 1942) was een Nederlandse landarbeider en verzetsstrijder.

## Biografie
Smith was een zoon van de arbeider Feiko Smith en Rensiena Alles. Hij was gehuwd met Barberdina Annechina Remmers. Smith was landarbeider in Drieborg en aanhanger van de CPN.
Smith was lid van de verzetsgroep Noorderlicht. Hij verrichtte in de Tweede Wereldoorlog onder andere koeriersdiensten voor deze verzetsgroep in Oude Pekela, Vlagtwedde en omgeving, Finsterwolde en Beerta. Hij werd op 18 april 1941 gearresteerd en achtereenvolgens gevangengezet in het Huis van bewaring te Groningen, Amersfoort en Groß-Rosen. In deze laatste plaats is hij omgekomen in het concentratiekamp aldaar.